# ألان ميريل
ألان ميريل (بالإنجليزية: Alan Merrill) هو كاتب أغاني ومغني أمريكي، ولد في 19 فبراير 1951 في ذا برونكس في الولايات المتحدة.

## وفاته
تُوفي بتاريخ 29 مارس 2020 في مانهاتن، بسبب مرض فيروس كورونا 2019 خلال جائحة فيروس كورونا 2019–20، وكان يبلغ من العمر عند وفاته 69 عامًا.

## وصلات خارجية
- الموقع الرسمي
- ألان ميريل على موقع IMDb (الإنجليزية)
- ألان ميريل على موقع ميوزك برينز (الإنجليزية)
- ألان ميريل على موقع قاعدة بيانات برودواي على الإنترنت (الإنجليزية)
- ألان ميريل على موقع ديسكوغز (الإنجليزية)
- ألان ميريل على موقع ديسكوغز (الإنجليزية)